# Plaza Páez (Caracas)

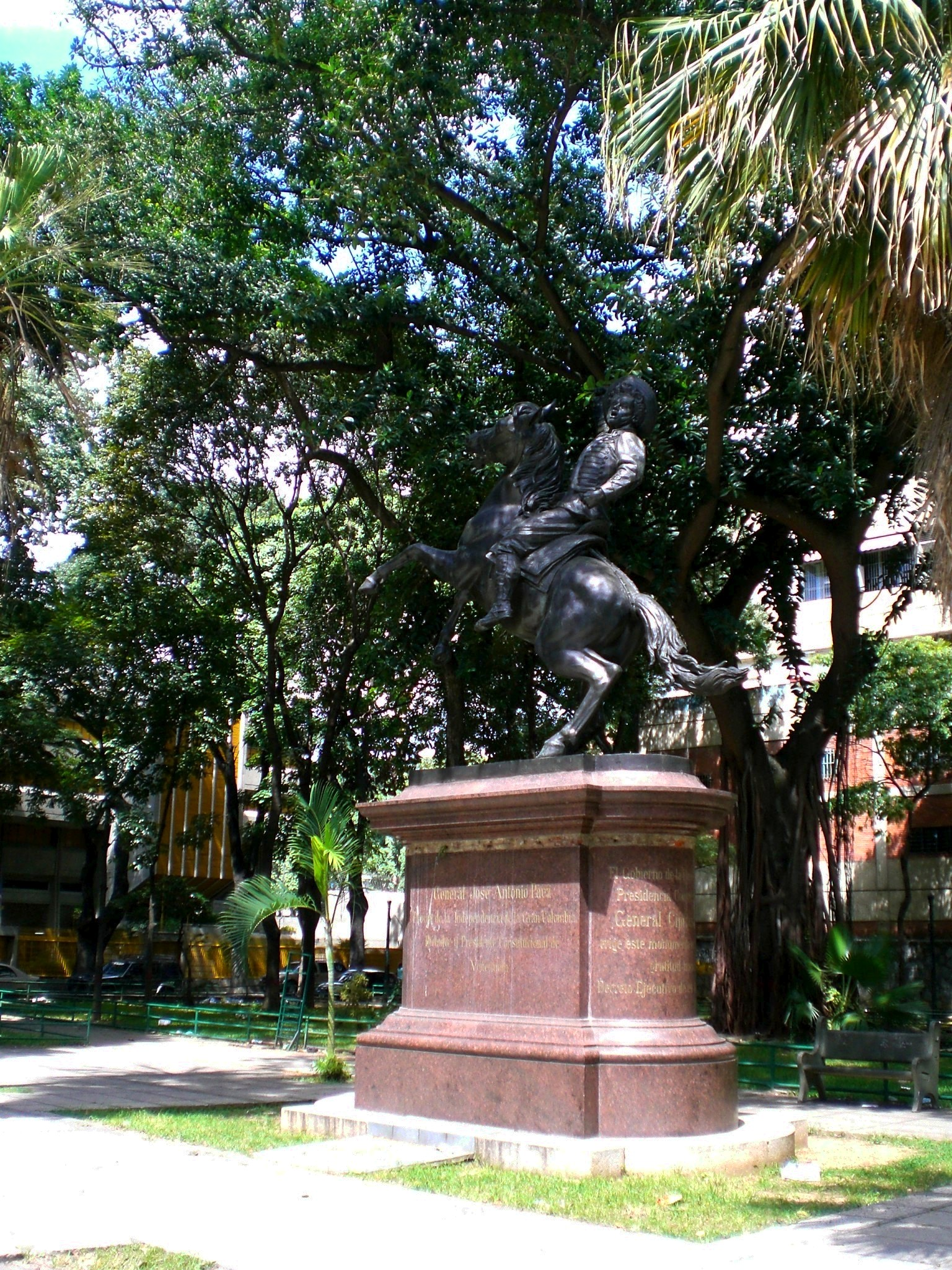
Vista de la plaza José Antonio Páez de El Paraíso, Caracas, Venezuela

La plaza Páez espacio público ubicado en la avenida del mismo nombre en la parroquia El Paraíso de Caracas, Venezuela. Al lado se encuentra la plaza Madariaga.
Su construcción fue ordenada por el presidente Cipriano Castro para honrar a José Antonio Páez «en nombre de la gratitud nacional». La estatua fue diseñada en bronce por el escultor Eloy Palacios. La plaza Páez fue inaugurada el 24 de julio de 1903 incluyendo además de la estatua ecuestre, fuentes y áreas verdes con abundantes árboles.
Originalmente se denominó plaza República con un diseño decimonónico con caminerías en diagonal en forma de cruz. Más adelante, en los años 1950, la plaza fue modificada con nuevos pavimentos que se integraban con la vegetación y se añadió un espejo de agua.
El proceso de deterioro de la plaza fue creciendo al punto de ser hurtados algunos elementos de la escultura como la lanza, la espada, los estribos y las riendas. Por ello la Alcaldía de Libertador inició en 2006 los trabajos de recuperación de la plaza, completando los elementos faltantes a la estatua, la replantación de las áreas verdes y reparación de las bombas de agua de las fuentes.